# Lake Land'Or
Lake Land’Or est une census-designated place du comté de Caroline, dans l’État de Virginie, aux États-Unis. Lors du recensement de 2010, sa population s’élevait à 4 223 habitants.

## Source
- (en) Cet article est partiellement ou en totalité issu de l’article de Wikipédia en anglais intitulé « Lake Land'Or, Virginia » (voir la liste des auteurs).